# District de Rajnandgaon
Le district de Rajnandgaon  (hindi : राजनांदगांव जिला) est un district de l'état du Chhattisgarh, en Inde.

## Géographie

### Démographie
Au recensement de 2011, sa population compte 1 537 133 habitants.
Son chef-lieu est la ville de Rajnandgaon.